# Paul Mihail
Paul Mihail  (n. 29 iunie 1905, Cornova, județul Orhei, astăzi Raionul Ungheni – d. 29 octombrie 1994, București) a fost un teolog, memorialist și istoric român, membru de onoare al Academiei Române. Timp de 40 de ani a fost preot slujitor la Biserica Banu din Iași. Este tatăl Zamfirei Mihail, lingvist și filolog român. Școala din satul Cornova, raionul Ungheni, îi poartă în prezent numele.

## Biografie
Paul Mihail s-a născut la data de 29 iunie 1905, în Cornova-Orhei,  și a decedat la data de 11 octombrie 1994 în București. 
A terminat seminarul teologic la Chișinău (1916-1926), Facultatea de Teologie din Chișinău (1926-1930) și Facultatea de Istorie din Iași (licențiat în 1932), cu doctoratul în Teologie la Cernăuți Suceava (1945).
A făcut multe călătorii de Studii în Iugoslavia, Bulgaria, Grecia și Turcia (1930 – 1932), unde a descoperit numeroase documente privitoare la români.
A avut diferite funcții în Chișinău: diacon și preot la biserica „Soborul Vechi”(1932-1944), profesor de istorie (1933-1944, secretar al Secției pentru Basarabia a Comisiunii Monumentelor Istorice, subdirector (1933), apoi director (1941) al Muzeului istoric-bisericesc din Chișinău, director al școlii de cântăreți bisericești (1941-1944).
După 1944 a fost preot la biserica „Bunavestire” din Râmnicu Vâlcea (1946), apoi la biserica „Banu” din Iași (1946-1975), 
asistent la Facultatea de Filologie a Universității din Iași (1948-1949).
A participat la mai multe congrese istorice internaționale. Prin studiile sale istorice, a adus o contribuție importantă la descoperirea și studierea surselor medievale ale istoriei naționale, fiind cel dintâi cercetător  român al arhivei metocului Sf. Mormânt din Istanbul (Constantinopol).
Multe din documentele inedite pe care le-a descoperit și publicat ca și unele manuscrise și obiecte de artă le-a dăruit Bibliotecii Academiei Române, Bibliotecii Centrale Universitare din Iași, Arhivelor Statului din Iași, Institutului de Istorie din Iași.
În alte lucrări publicate s-a ocupat de legăturile bisericești româno-ruse, studiul manuscriselor slave și românești, circulația vechilor tipărituri românești.

## Lucrări
- Opt documente moldovenești dinainte de : Ștefan cel Mare, Cl, an. VIll – IX, nr. I , 1933, p. 185 – 215 (și extras);
- Documente moldovenești găsite la Constantinopol (1462-1755), în Cl, an.Vlll-IX, nr. 3, 1933, p. 3-63 și an. X-XIl, nr. 1, 1934, p. 105- 127;
- Mărturii românești din Bulgaria și Grecia. 1468- 1866, în RSIAB, t. XXIII, 1933, p. 327-435 (și extras, 112p.);
- Regestele actelor moldovenești din Arhiva de Ia Constantinopol în RSIAB, t. XXIV, 1934, p. 361 – 416 extras, 56 p.;
- Album de documente moldovenești din veacul al XV-Iea, Iași, 1934, 26 p.;
- Documente și zapise moldovenești de la Constantinopol (1607- 1806), Iași, 1948, 118 p.;
- Documente inedite ale Cancelariei moldovenești din veacul al XVI-lea (din arhiva metocului Sf. Mormânt din Constantinopol), în “Studii”, revista de istorie, an. 17, 1964, nr. 2, p. 335-362;
- Alte acte românești de la Constantinopol, în AIIAX, VII, 1970, p. 353 – 356; IX, 1972, p. 455-468; X, 1973, p. 411- 418; XII, 1975, p. 235-288; și XV, 1979, p. 507 – 511;
- Cârți bisericești, manuscrise și icoane din Basarabia, însemnări vechi și inscripții, în RSIAB, XXIV, 1934, .91-120;
- “Luminătorul”, nr. 10, 1939. p. 609-624;nr. 11, 1939, p. 657-672; nr. 1, 1939, p. 754-761 și nr. 1, 1940, p. 45 – 56 (și extras, Chișinău, 1940, 54 p.).
- Viața și opera lui Gavriil Musicescu oglindită în scrisorile anilor 1871-1899, în “Studii Muzicologice”, 1956, nr. 2, p. 91 -127 și 1957, nr. 4,p. 58-128; Din corespondența episcopului Melchisedec, în BOR, an. LXXVII, 1959, nr. 5 -6, p. 493 – 612;
- Legăturile culturale ale episcopului Melchisedec cu Rusia. Corespondența din anii 1849-1892, în MMS, an. XXXVII, 1961, nr. 34, p. 261-296.

## Studii
- Legături culturale-bisericești dintre români și ruși în secolele XV-XX. Schiță istorică, în RSIAB, XXII, 1932, p. 199-276 (,și extras, 78 p.);
- Fapte trecute și basarabeni uitați. 1799-1918, Chișinău, 1938, 80 p.;
- Tipărituri românești în Basarabia de la 1812 la 1918, București, 1941, 390 p. + 20 pl. (premiată de Academia Română);
- Relații exteme bisericești ale lui Ștefan cel Mare, în MMS, an. XXXIII, 1957,nr. 3-4,p. 228-241,
- Circulația Cazaniei mitropolitului Varlaam în Biserca românească în MMS, an. XXXIII, 1957, nr. 10- 12, p. 820-918;
- Știri noi privind circulația Cazaniei Iui Varlaam, în BOR, an. LXXXII 1964, nr. 3 – 4, p. 372-388;
- “Leastvița” (Scara raiului). Traducerea lui Varlaam într-o nouă redacție, în BOR, an. LXXXII, nr. 11 – 12,1964, p. 1069-1084;
- Manuscrisul slav de la Schitul Mare din Galiția aflat la Iași, în MMS, an. XXXVIII,1962, nr. 7 – 8, p. 587 – 603;
- Traduceri patristice ale starețului Paisie, în MO, an. XXIV, 1972, nr. 3 4, p. 217 – 223;
- Manuscrise slave în colecții din Moldova, în “Românoslavica”, XVIII, 1972, p. 265 – 319 (în colaborare);
- Mitropolitul gruzin Iona Ghedevanișvili și Biserica Moldovei între Kenn 1790-1792, în BOR, an. XCII, 1974, nr. 5-6, p. 711 -720;
- Manuscrise românești din Biblioteca Mitropoliei Moldovei și Sucevei, în MMS, an. L, 1974, nr. 1 -2, p. 120-146;
- O traducere românească inedită la scrierile religioase saniole “Desiderie”, în MO, an. XXIV, 1972, iir. 7-8, p. 585-628; an. XXV, 1973,nr. 7-8, p. 626-644: an. XXVI, 1974,nr. 1-2,p. 114-124 și nr. 5-6, p. 483-495; an. XXVII, 1979, nr. 1 – 3, p. 113 – 136 (în colaborare cu fiica sa Zamfira Mihail);
- Cronica lui Ion Neculce copiată de loasaf Luca. Manuscrisul “Mihail”. Ediție de Zamfia Mihail și Paul Mihail București 1980 XXXI + 263 p.;
- Schitul Poiana Mărului, un centru ortodox cărturăresc în vol. Spiritualitate și Istorie la Întorsura Carpaților, vol. I Buzău, 1983, p. 355-384;
- Contribuții la Bibliografia românească veche. în AIIAX, Iași, XXI, 1984, p. 501-528 și vol. XXII, 1985, p. 759-778.
- Contribuții documentare la istoria orașului Iași. Privire generală asupra istoricului monumentului din Iași al lui Savin Banu și Iacob Stamate, în AIIAX, Iași, vol. XXIV/ 1, 1987, p. 415 -478, și XXIV/2, 1988, p. 469-534;
- Vechi tipărituri românești (1831-1871), în AIIAX, Iași, XXV/2, 1988,p. 483-500; XXVI, 1, 1989, p. 551-573; XXVII, 1990, p. 195 – 214;
- Jurnalul călătoriei de studii în sud-estul Europei (1931), București, 1991,128 p.
- Ion Neculce, Cronica copiată de Ioasaf Luca, Chișinău, 1992, 318p.;
- Acte în limba română tipărite în Basarabia, 1812 – 1830, precedate de Bibliografia tipăriturilor românești în Basarabia (1812-1930), în colaborare cu Zamfira Mihail, București, 1993,413 p.;
- Mărturii de spiritualitate românească din Basarabia, Chișinău, 1993,408 p. (cuprinde o serie de studii și articole mai vechi).

Alte studii istorice și peste o sută de recenzii în periodicele menționate în lista bibliografică, în unele publicații de peste hotare, articole în diferite ziare și reviste din Chișinău și București;
Traduceri din literatura teologică rusă în periodicele bisericești actuale, îndeosebi în “Mitropolia Moldovei și Sucevei” ș.a.